# Траурный чёрный кассик

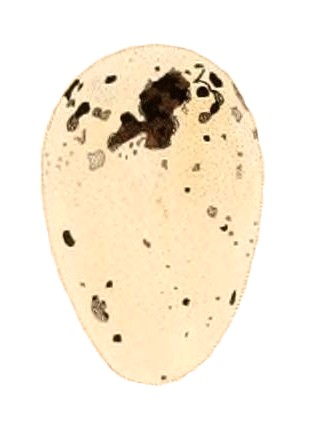
Яйцо.

Траурный чёрный кассик (лат. Cacicus solitarius) — вид птиц рода чёрные кассики семейства трупиаловых. Подвидов не выделяют.

## Описание
Клюв кремово-белого цвета, радужная оболочка тёмная. Оперение полностью чёрного цвета. Самцы траурного чёрного кассика имеют длину около 27 см, самки примерно 23 см. Его можно спутать с Cacicus sclareri, но последний меньше и имеет ограниченный ареал, или с Amblycercus holosericeus.

## Распространение и среда обитания
Одиночный касик имеет очень широкое распространение в Амазонии. Его ареал простирается на юг до северной Аргентины и Уругвая на высоте примерно до 800 м над уровнем моря.

## Поведение
Траурный чёрный кассик часто встречается поодиночке или парами, но не объединяется в стаи.

## Питание
Рацион представителей данного вида состоит из беспозвоночных и мелких позвоночных, таких как древесные лягушки. Также он потребляет фрукты и нектар.